# Monasterio de Marko
El monasterio de Marko (en macedonio y serbio: Марков Манастир) es un monasterio situado en el pueblo de Markova Sušica, a 18 kilómetros (11 millas) del centro de Skopie en Macedonia del Norte. El monasterio lleva el nombre del príncipe serbio Marko que reinaba en el momento de su finalización. El monasterio ha estado activo desde su creación.

## Descripción
El monasterio de Marko contiene una sola iglesia en forma de cruz dedicada a San Demetrio. El terreno del monasterio también se compone de alojamientos, un campanario, un pozo, almacenes, una panadería y un molino. El monasterio todavía opera un horno especial que se utiliza para hacer rakia.
La iglesia tiene un pórtico, una cúpula central y una cúpula más pequeña en el lado occidental. Fue construido de ladrillo y piedra. El iconostasio está hecho de columnas de piedra.
Los frescos dentro de la iglesia fueron hechos por una serie de pintores de la región. La Santa Madre de Dios, las doce grandes fiestas, Jesucristo, y San Nicolás son algunos de los temas representados en los frescos.

## Historia
La construcción de la Iglesia de San Demetrio comenzó bajo el rey Vukašin en 1346. La iglesia, incluyendo las pinturas interiores, fueron completados treinta años después. Antes de la dominación otomana, el monasterio tenía una escuela y muchos monjes y sacerdotes escribían manuscritos.
En 1392, Skopie cayó bajo el dominio otomano, lo que llevó a la destrucción de muchas iglesias y monasterios de la zona. El monasterio de Marko, sin embargo, no sufrió casi ningún daño. Durante la época otomana, en 1467/1468, el monasterio tenía alrededor de veinte monjes. Kiril Pejčinović fue el hegúmeno del monasterio de Marko de 1801 a 1818.
En 1830, el aristócrata otomano Hamzi Paşa añadió un nártex a la iglesia.

## Galería

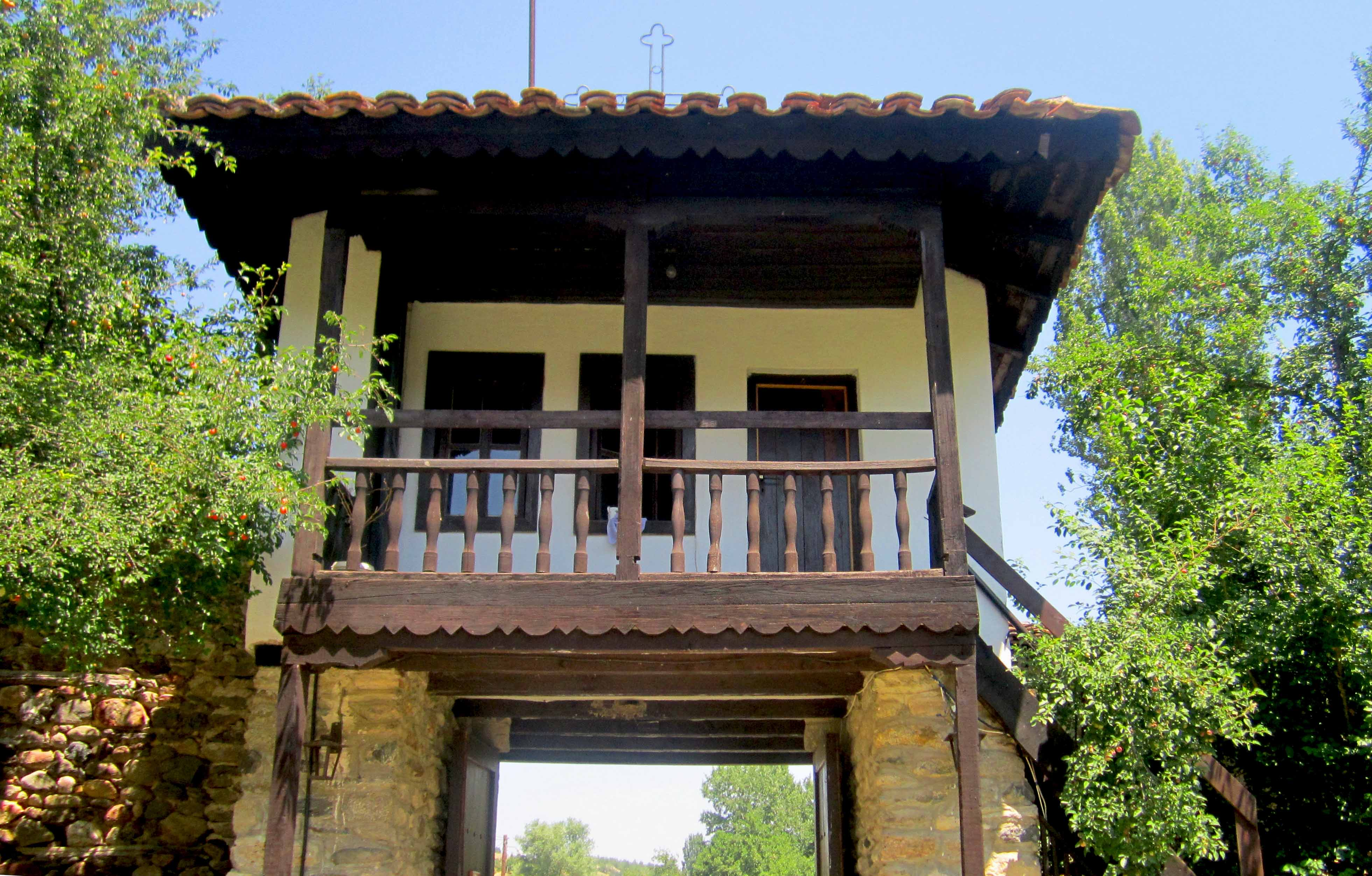
Entrada al monasterio
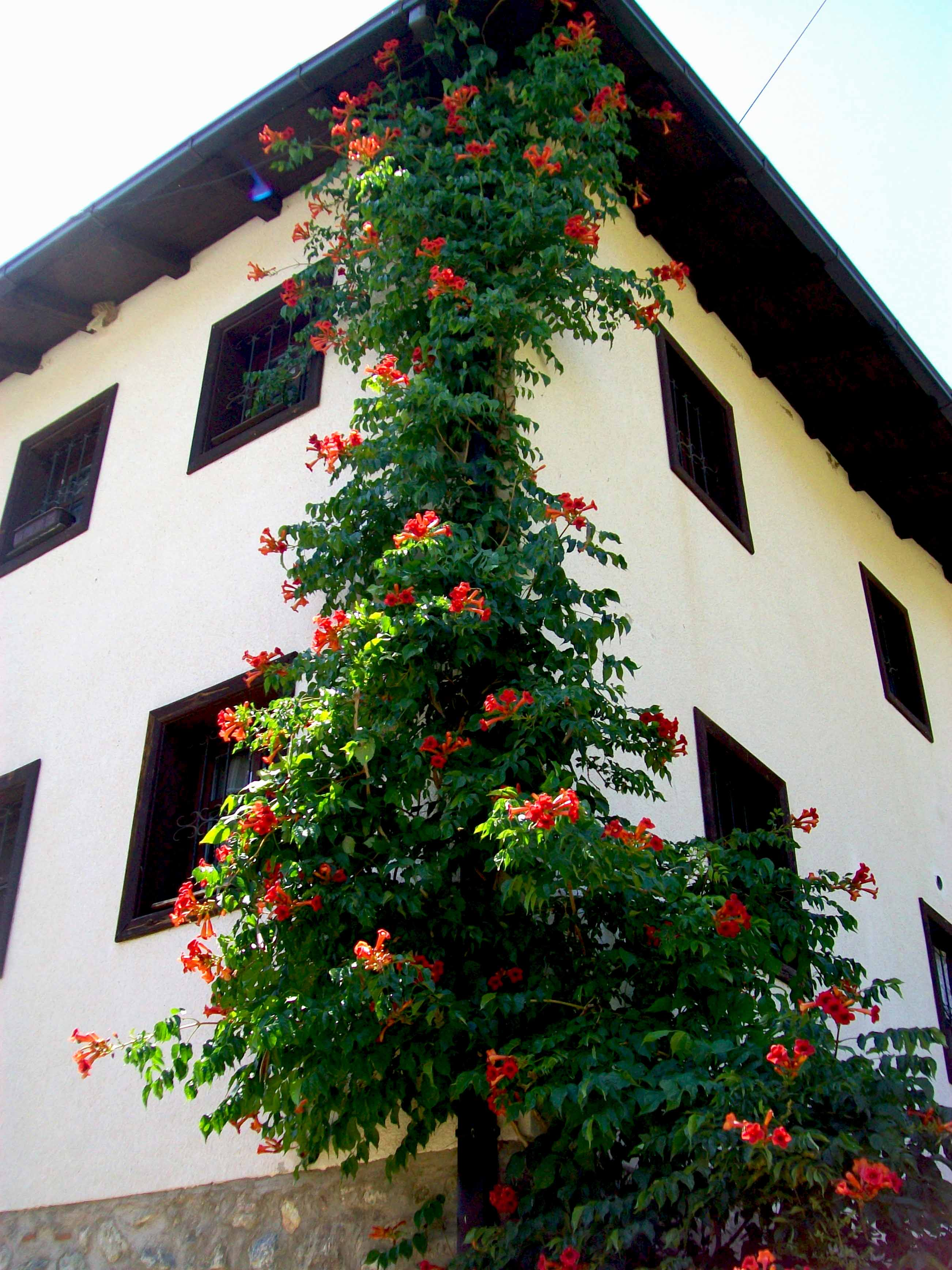
Hospicios
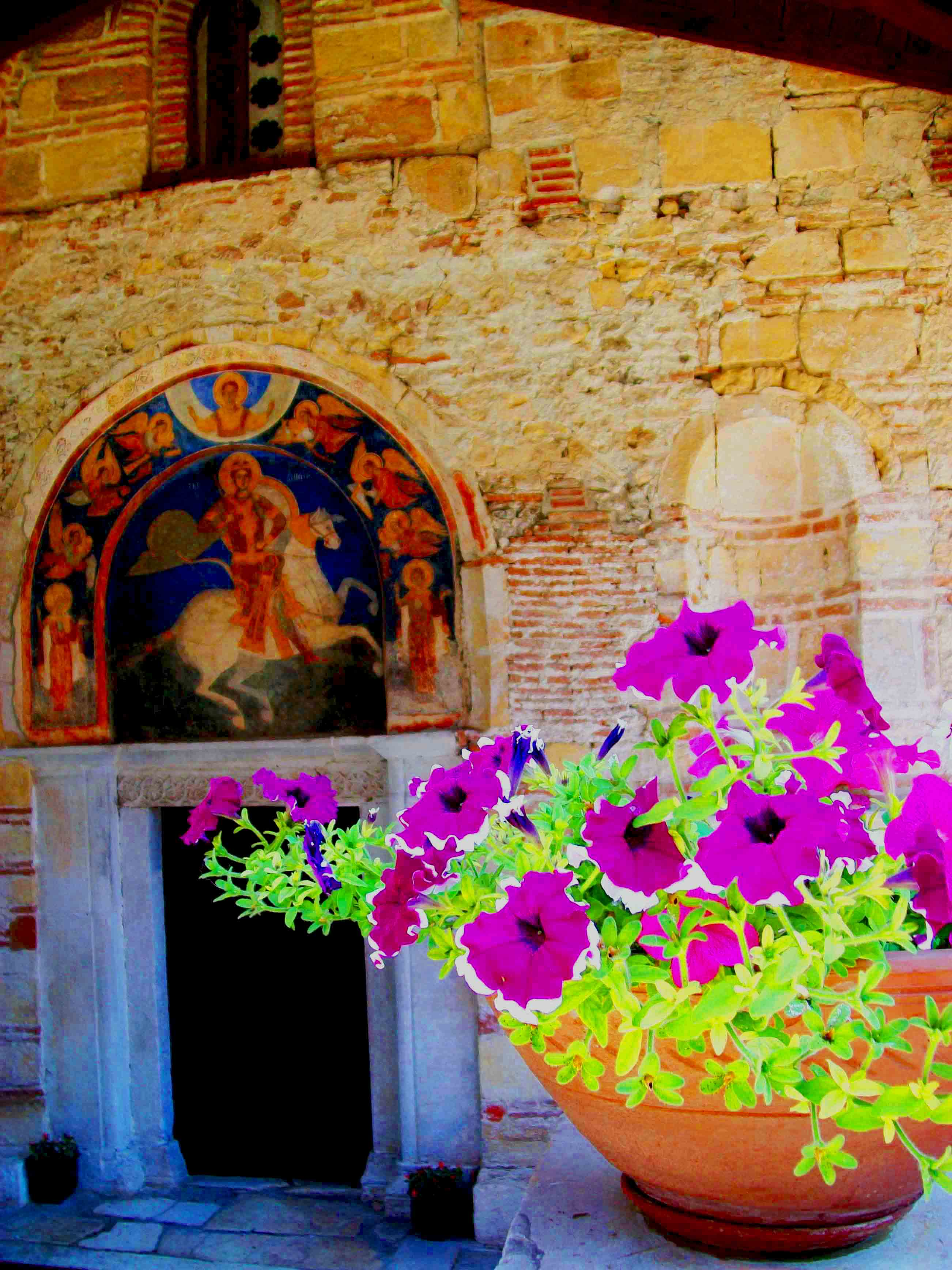
Entrada a la iglesia de San Demetrio
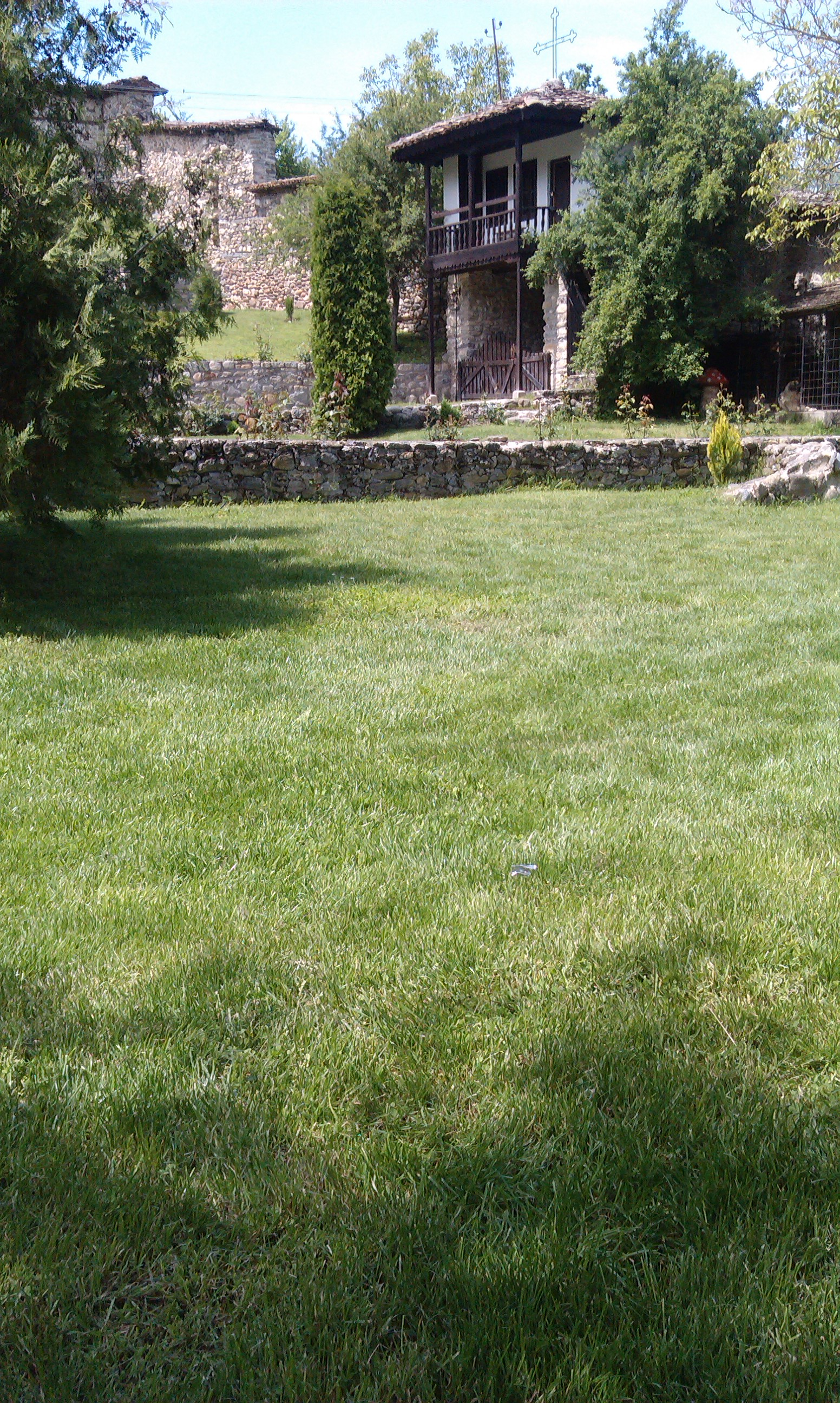
Patio del monasterio
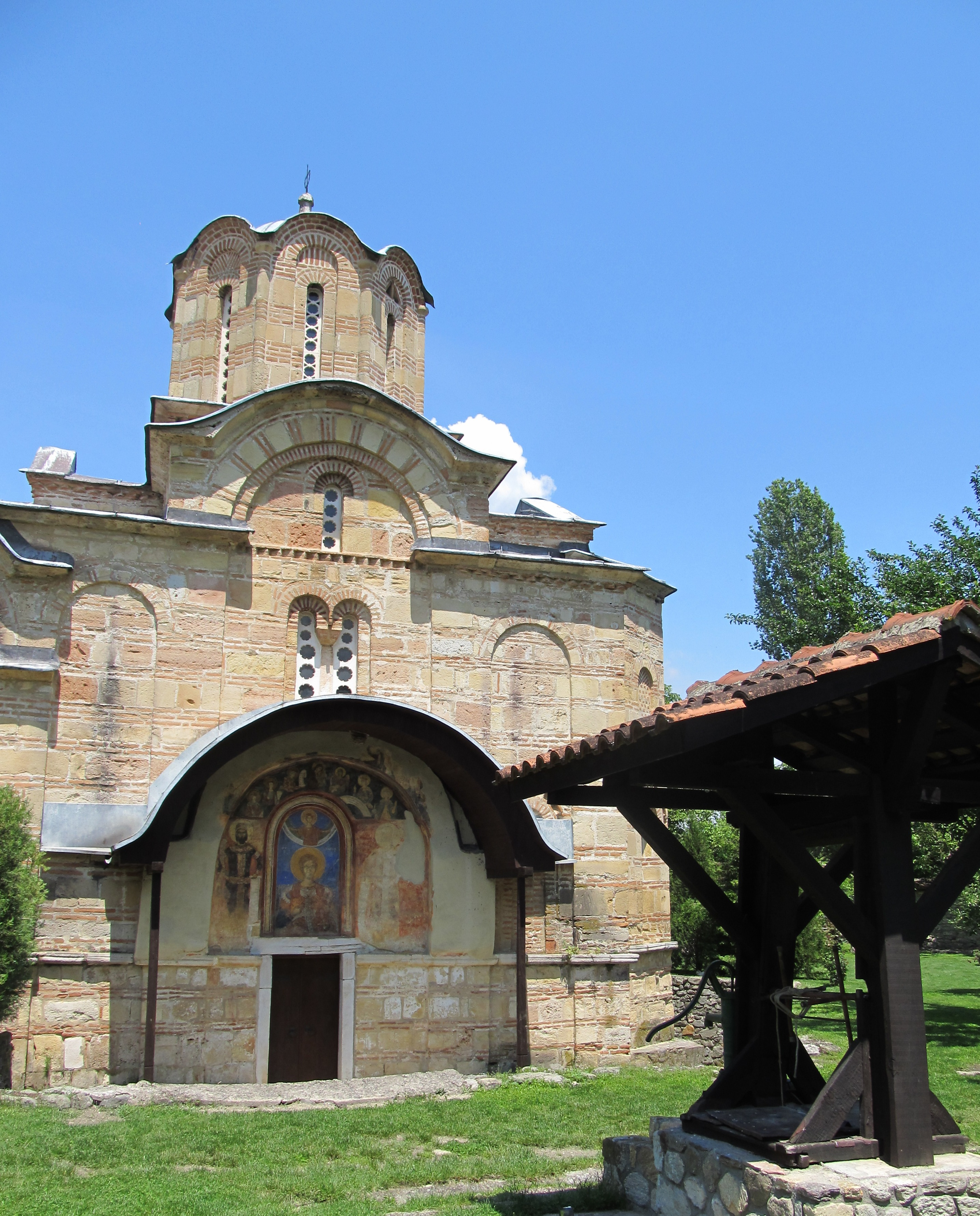
Iglesia del monasterio
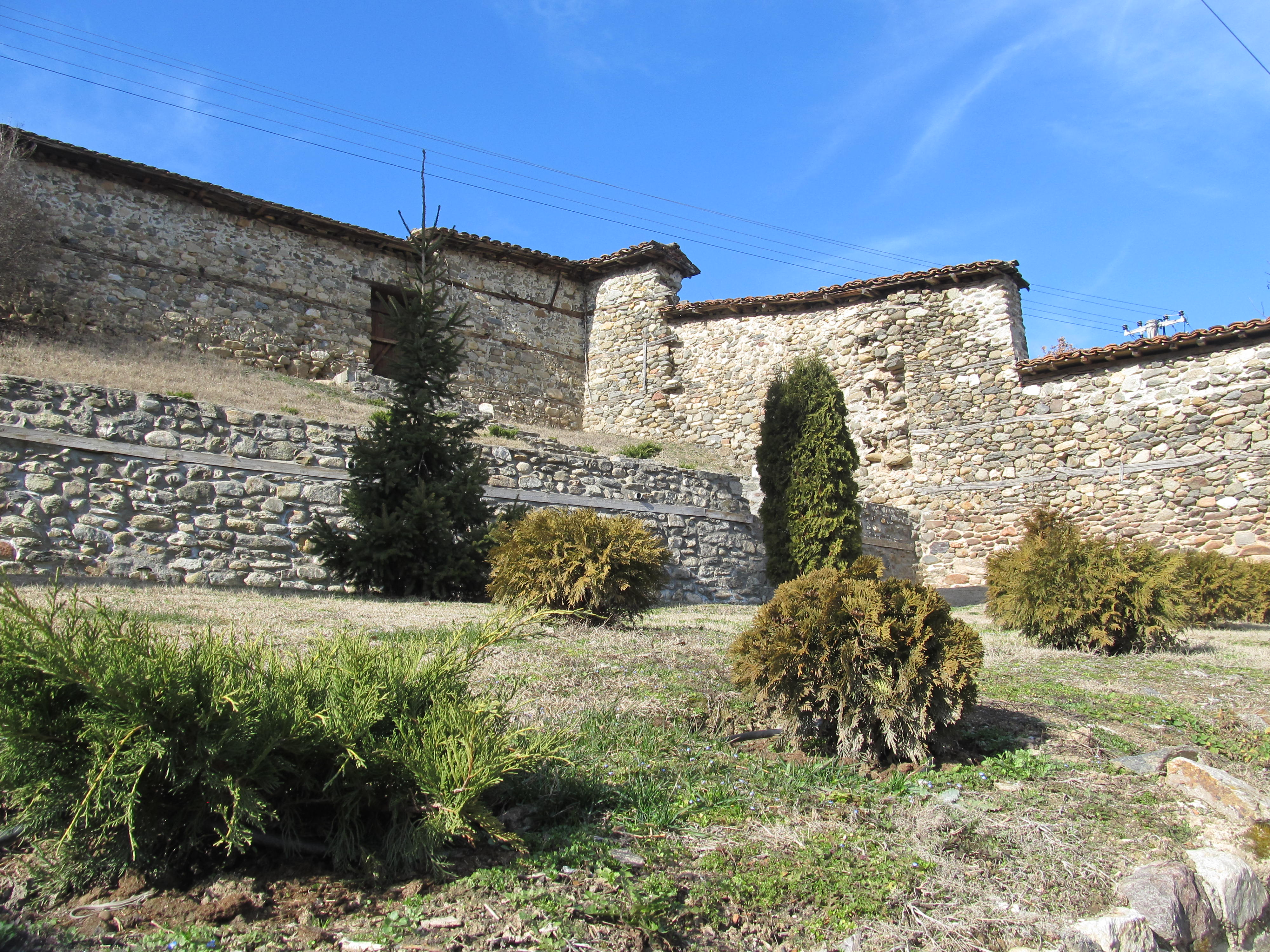
Muros del monasterio de Marko